# 蘆竹庄

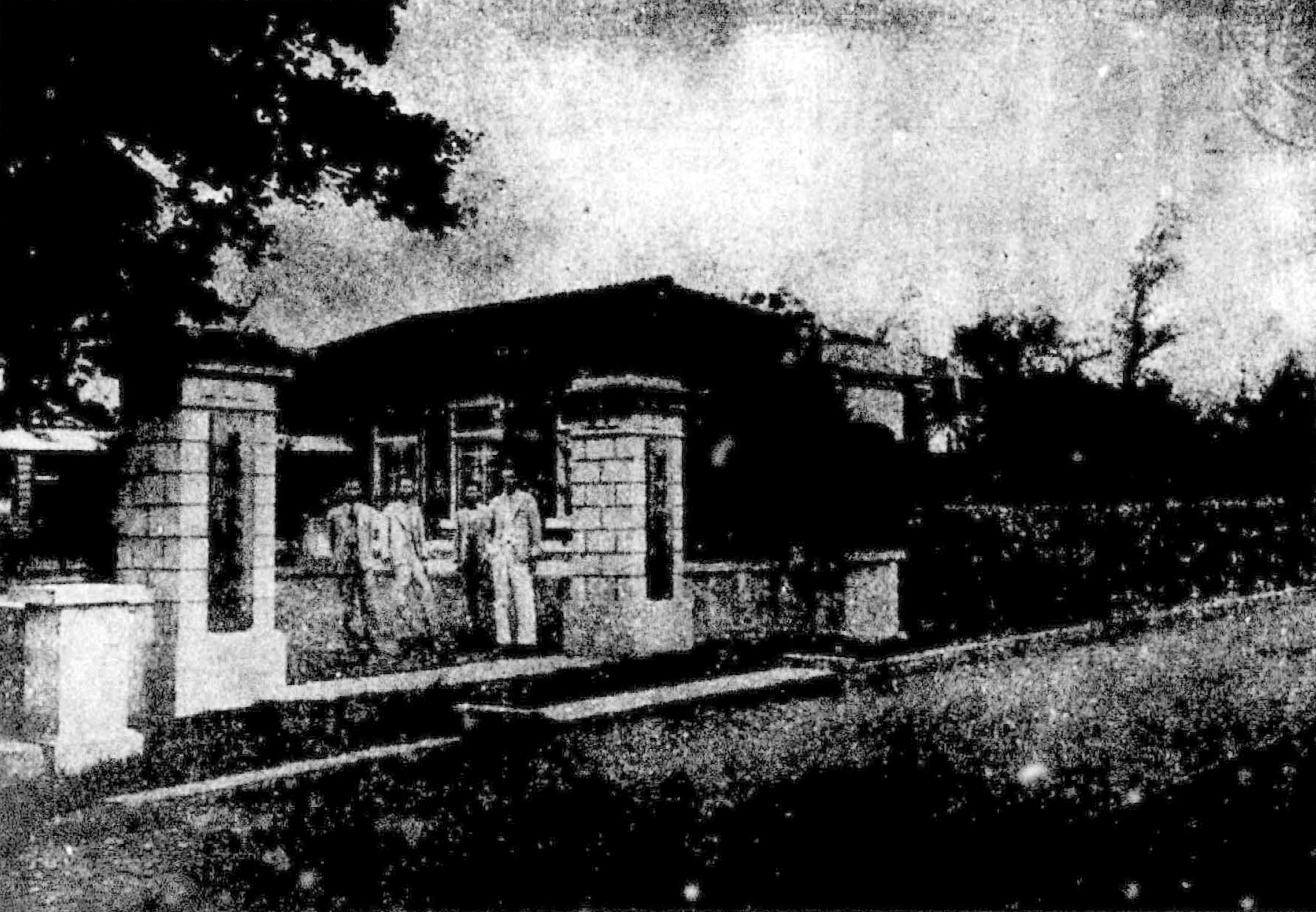
蘆竹庄役場

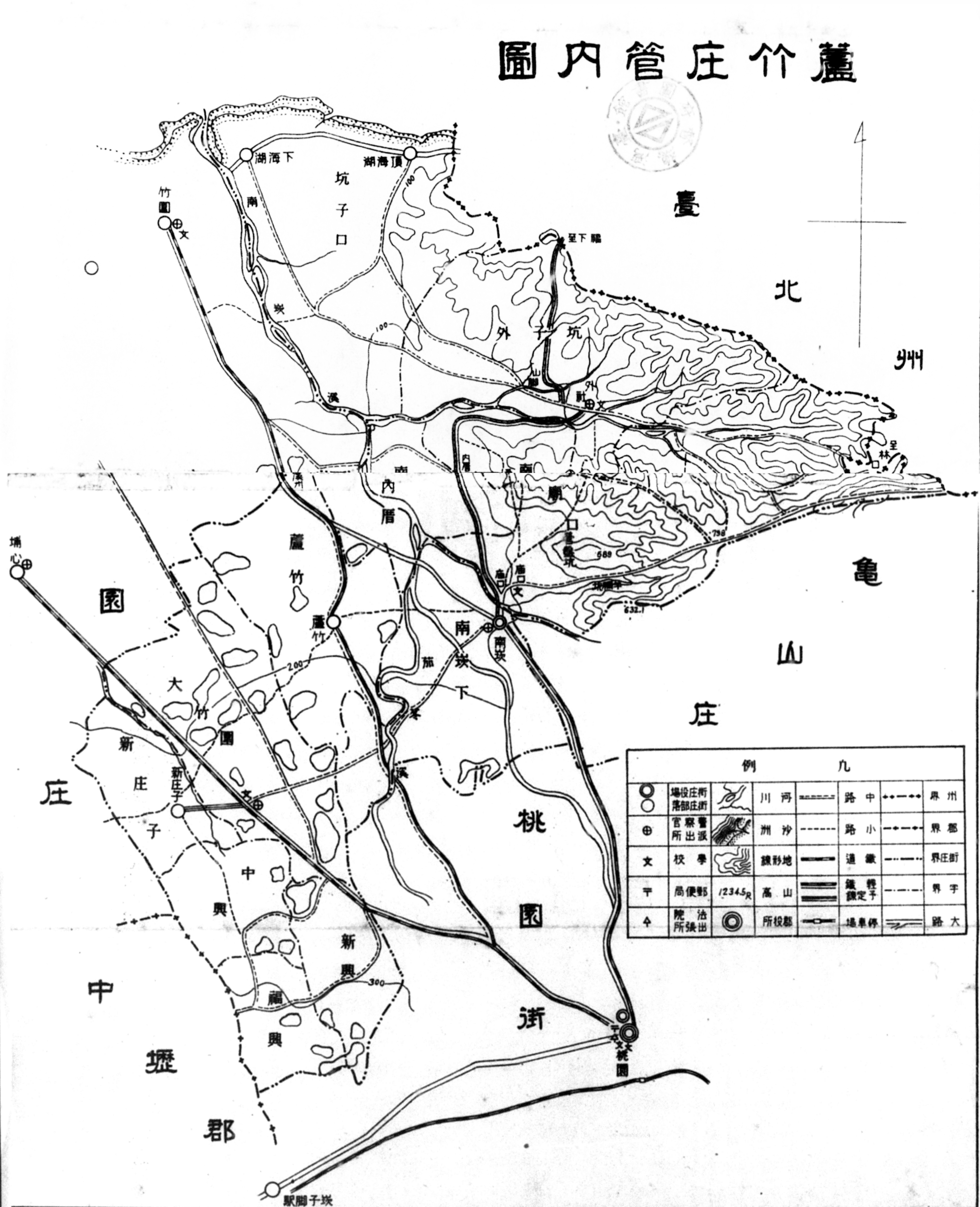
蘆竹庄管內圖

蘆竹庄為台灣日治時期1920年至1945年間存在之行政區，轄屬新竹州桃園郡。今桃園市蘆竹區。

## 行政區劃
蘆竹庄在臺灣日治時期行政區劃的十二廳時期原屬新竹廳桃澗堡下之新興庄、福興庄、中興庄、新庄仔庄、大竹圍庄、蘆竹厝庄、南崁下庄、南崁口庄、南崁內厝庄，及八里坌堡之坑仔口庄、坑仔外庄、坑仔庄。1920年10月，「蘆竹厝」改稱「蘆竹」，上述12庄合併為蘆竹庄，轄域內分為新興、福興、中興、新庄子、大竹圍、蘆竹、南崁下、南崁廟口、南崁內厝、坑子口、坑子外、坑子等12個大字。
- 坑子口大字下有「後壁厝」、「頭前」、「海湖」小字名
- 坑子外大字下有「外社」、「草子崎」、「山脚」小字名
- 坑子大字下有「赤塗崎」、「貓尾崎」、「土地公坑」、「頂社」小字名
- 南崁廟口大字下有「營盤坑」、「羊稠坑」、「山鼻子」、「廟口」、「蕃子厝」小字名
- 南崁內厝大字下有「內厝」、「溪洲」小字名[2]

## 教育

### 實業補習學校
- 南崁實業補習學校（1924年）→南崁農業專修學校（1932年）（今南崁高中）

### 初等教育
- 南崁公學校（1899年）→南崁國民學校（1941年）（今桃園市蘆竹區南崁國民小學）
- 新莊山腳公學校坑仔外分校（1918年）→南崁公學校坑子外分校（1920年）→坑子公學校（1921年）→坑子國民學校（1941年）（今桃園市蘆竹區外社國民小學）
- 南崁公學校蘆竹分教場（1921年）→蘆竹公學校（1928年）→蘆竹國民學校（1941年）（今桃園市蘆竹區大竹國民小學）
- 坑子公學校海湖分教場（1939年）→坑子國民學校海湖分教場（1941年）（今桃園市蘆竹區海湖國民小學）

## 設施

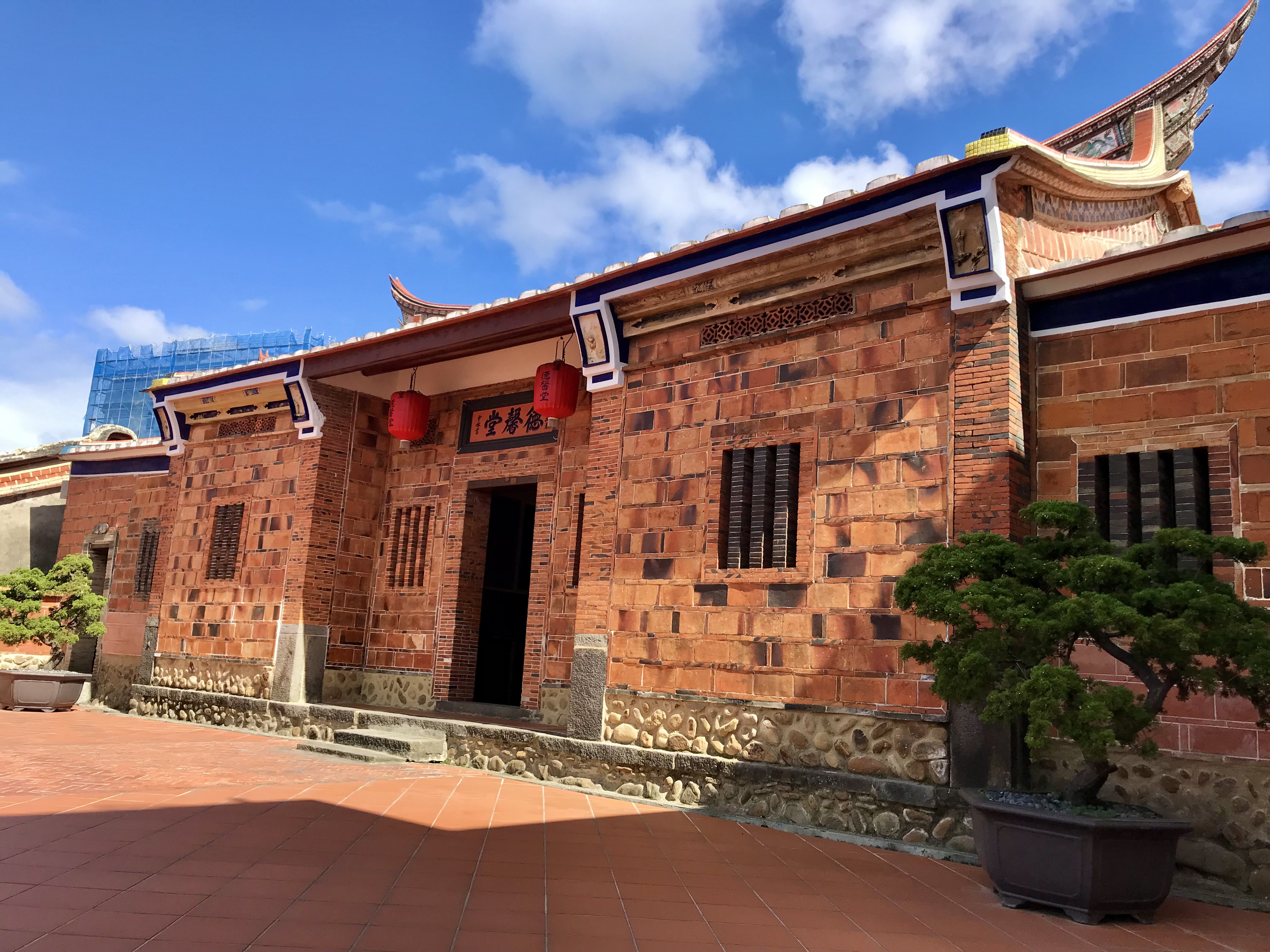
蘆竹德馨堂

- 蘆竹庄役場
- 南崁警察官吏派出所
- 新庄子警察官吏派出所
- 坑子外警察官吏派出所
- 南崁信用購買販賣利用組合
- 南崁五福宮
- 南崁屯兵營趾
- 南崁聖蹟亭